# مسحوق الحكة

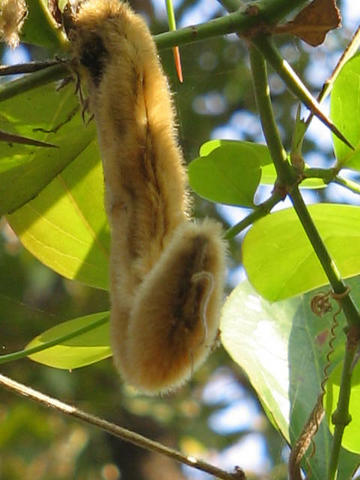

مسحوق الحكة (بالإنجليزية: Itching powder)‏ هو مسحوق يُسبّب الحكة عند وضعه على جلد الإنسان. وعادة ما يُستعمل للدعابة والمقالب.